# Antarctic Club
Der Antarctic Club (auch bekannt als Antarctic Dinner Club) ist ein gemäß Satzung vom 20. Dezember 1928 gegründeter Verein, dem Veteranen von Forschungsreisen des Commonwealth in die Antarktis angehören. Im Jahr 2024 hatte der Verein rund 300 Mitglieder. Grundvoraussetzung für die Aufnahme ist es, mindestens ein Jahr lang in der Antarktis tätig gewesen zu sein.

## Historie
Das erste Treffen fand am 17. Januar 1929, dem (vermeintlichen) Jahrestag des Erreichens des geographischen Südpols durch Robert Falcon Scott, im Café Royal in der Londoner Regent Street statt. Zugegen waren 39 Teilnehmer der Southern-Cross-Expedition (1898–1900), der Discovery-Expedition (1901–1904), der Scottish National Antarctic Expedition (1902–1904), der Nimrod-Expedition (1907–1909), der Terra-Nova-Expedition (1910–1913), der Endurance-Expedition (1914–1917) und der British Imperial Antarctic Expedition (1920–1922). Gründungspräsident war Lieutenant Commander John Hugh Mather von der Royal Naval Reserve, ein Teilnehmer der Terra-Nova-Expedition. Im Mai 1929 wurden Douglas Mawson und Hubert Wilkins als erste nicht-britische Expeditionsleiter in den Verein aufgenommen. Der 17. Januar blieb danach das festgelegte Datum der jährlichen Vereinstreffen, wenngleich der Ort vom Café Royal ab den 1940er Jahren zu unterschiedlichen Restaurants wechselte. In diesen Jahren nahm auch Philip, Duke of Edinburgh regelmäßig an den Treffen teil.